# Stadsbrand van 's-Hertogenbosch (1463)
Op 13 juni 1463 woedde er een stadsbrand in de binnenstad van 's-Hertogenbosch.
De brand begon in het pand De Grote Ketel van de familie Coenen in de Verwersstraat. Ten tijde van deze brand hadden huizen in 's-Hertogenbosch nog daken van riet. Als gevolg hiervan kon het vuur makkelijk overslaan op andere woningen en bouwwerken. Uiteindelijk zouden de Kolperstraat, de Ridderstraat, Achter het Wild Varken, een deel van de Vughterstraat, de Snellestraat, de Minderbroederstraat en een deel van de Markt en de Pensmarkt in vlammen opgaan. Uiteindelijk zouden ruim 400 huizen in vlammen opgaan en zouden vele Bosschenaren sterven als gevolg van de brand.
Het Minderbroedersklooster werd met hulp van Lodewijk van Bourbon, bisschop van Luik, weder opgebouwd.
Als gevolg van deze brand verbood het stadsbestuur de bouw van huizen met rieten daken. Bestaande huizen met deze daken moesten binnen tien jaar voorzien zijn van daken van lei of tegels (maatregelen tot verstening). Als aanmoediging gaf het stadsbestuur een subsidie van 40 stuivers voor iedere roede lei of 24 stuivers voor iedere roede tegels. Om dit te bekostigen werden de accijnzen op bier en wijn verhoogd.